# Joachim Lafosse
Joachim Lafosse (Uccle, 18 de enero de 1975) es un director y guionista belga.

## Carrera
Lafosse estudió en el Institut des arts de diffusion en Louvain-la-Neuve entre 1997 y 2001.  Su film de graduación fue Tribu, un corto de 24 minutos, que ganó el premio al mejor corto del Namur Film Festival de 2001. Su primer largo, Folie Privée (2004), ganó el Premio de la Crítica del Festival Internacional de Cine de Bratislava, y la semiautobiográfica Se le hace feliz (2006) recibió el Gran Premio del Premiers Plans d'Angers des 2007. En 2006, también estrenó Propiedad privada, protagonizado por Isabelle Huppert y los hermanos Jérémie y Yannick Renier, que sería estrenada en el Festival de Venecia donde sería nominada a León de Oro y al premio SIGNIS. El film recibió el Premio André Cavens a la mejor película por la Asociación de críticos de cine de Bélgica (UCC). Su siguiente película Élève libre fue nominado a dos premios de la Magritte Award in en la categoría de mejor director y mejor guion.
Su largo de 2012 Perder la razón comnpitió en la categoría de Un Certain Regard en el Festival Internacional de Cine de Cannes de 2012. La película fue seleccionada para representar a Bélgica en la categoría de Oscar a la mejor película de habla no inglesa, aunque no entró en la lista de candidatos final. fue nominado a siete Premios Magritte, ganando en cuatro apartados, incluyendo los de mejor director y mejor guion.

### Polémica
En junio de 2024 se vio envuelto en una polémica acerca de su método de trabajo. El periódico Libération publicó un artículo-encuesta en el que varios colaboradores del cineasta le acusaban de «dar rienda suelta, con el pretexto de la creatividad, a un ambiente tóxico y desestabilizador».
El diario Le Figaro, apenas unos días después, publicaba otro artículo en el que la actriz Virginie Efira hablaba de su experiencia con Lafosse en el rodaje de Continuer en los términos siguientes: «Probablemente fue uno de los peores rodajes de mi vida (...) un equipo que no aguantó más. Es alguien que solo tiene acceso a una realidad, la suya propia, incapaz de cuestionarse, y con una especie de impulso visceral de querer desestabilizar a los demás, generar conflicto para sentirse vivo, y probablemente para crear. Irá al lugar de la transgresión, para ponerte en todos tus estados, de modo que te sientas desestabilizado, inferior o enojado». Por su parte el realizador responde en el mismo artículo que su relación con Efira durante el rodaje fue «cordial y respetuosa», y comenta que está rodando en el sur de Francia una película en la que observa que «las preocupaciones sobre la salud, el bienestar y la seguridad traen hoy el deseo colectivo de garantizar que terceros cuestionen la forma en que hacemos películas».

## Filmografía
* Fuente:Página del cineasta en IMDb. 
| Año  | Título original       | Título en castellano   | Acreditado como... | Acreditado como... | Notas        |
| Año  | Título original       | Título en castellano   | Director           | Guionista          | Notas        |
| ---- | --------------------- | ---------------------- | ------------------ | ------------------ | ------------ |
| 2000 | Égoïste Nature        |                        |                    |                    | Cortometraje |
| 2000 | Scarface              |                        |                    |                    | Documental   |
| 2001 | Tribu                 | Tribu                  | Sí                 | Sí                 | Cortometraje |
| 2003 | L'autre               | El otro                | No                 | Sí                 |              |
| 2004 | Folie privée          | -                      | Sí                 | Sí                 |              |
| 2006 | Ça rend heureux       | Se le hace feliz       | Sí                 | Sí                 |              |
| 2006 | Nue propriété         | Propiedad privada      | Sí                 | Sí                 |              |
| 2008 | Élève libre           | Élève libre            | Sí                 | Sí                 |              |
| 2010 | Avant les mots        | -                      | Sí                 | No                 |              |
| 2012 | À perdre la raison    | Perder la razón        | Sí                 | Sí                 |              |
| 2015 | Les chevaliers blancs | Los caballeros blancos | Sí                 | Sí                 |              |
| 2016 | L'économie du couple  | Después de nosotros    | Sí                 | Sí                 |              |
| 2018 | Continuer             | Continuar              | Sí                 | Sí                 |              |
| 2021 | Les intranquilles     | Un amor intranquilo    | Sí                 | Sí                 |              |
| 2023 | Un silence            | Un silencio            | Sí                 | Sí                 |              |

## Premios y distinciones
* Fuente:Página del cineasta en IMDb. 
| Año  | Premio / Festival                            | Categoría                           | Película              | Resultado |
| ---- | -------------------------------------------- | ----------------------------------- | --------------------- | --------- |
| 2001 | Festival de Cine Francófono de Namur         | Mejor cortometraje                  | Tribu                 | Ganador   |
| 2001 | Festival de Cortos de Vendome                | Mejor corto europeo                 | Tribu                 | Ganador   |
| 2004 | Festival Internacional de Cine de Bratislava | Gran Premio a la mejor película     | Folie privée          | Nominado  |
| 2004 | Festival Internacional de Cine de Bratislava | Premio FIPRESCI                     | Folie privée          | Ganador   |
| 2004 | Festival Internacional de Cine de Locarno    | Leopardo de Oro a la mejor película | Folie privée          | Nominado  |
| 2006 | Festival Internacional de Cine de Locarno    | Leopardo de Oro a la mejor película | Ça rend heureux       | Nominado  |
| 2006 | Festival de Venecia                          | León de Oro a la mejor película     | Nue propriété         | Nominado  |
| 2006 | Festival de Venecia                          | Premio SIGNIS Mención honorífica    | Nue propriété         | Ganador   |
| 2007 | Asociación Belga de Críticos de Cine         | Premio André Cavens                 | Nue propriété         | Ganador   |
| 2008 | Festival de Cannes                           | Premio Quincena de Cineastas        | Élève libre           | Nominado  |
| 2011 | Premios Magritte                             | Mejor guion                         | Élève libre           | Nominado  |
| 2011 | Premios Magritte                             | Mejor dirección                     | Élève libre           | Nominado  |
| 2012 | Festival de Cannes                           | Un certain regard                   | À perdre la raison    | Nominado  |
| 2012 | Muestra Internacional de Cine de São Paulo   | Mención honorífica de la Crítica    | À perdre la raison    | Ganador   |
| 2013 | Premios César                                | Mejor película extranjera           | À perdre la raison    | Nominado  |
| 2013 | Premios Magritte                             | Mejor guion                         | À perdre la raison    | Nominado  |
| 2013 | Premios Magritte                             | Mejor dirección                     | À perdre la raison    | Ganador   |
| 2013 | Premios Magritte                             | Mejor película                      | À perdre la raison    | Ganador   |
| 2015 | Festival de Cine de Filadelfia               | Gran Premio del Jurado              | Les chevaliers blancs | Nominado  |
| 2015 | Festival de San Sebastián                    | Concha de Oro a la mejor película   | Les chevaliers blancs | Nominado  |
| 2015 | Festival de San Sebastián                    | Concha de Plata al mejor director   | Les chevaliers blancs | Ganador   |
| 2015 | Festival Internacional de Cine de Toronto    | Premio Platform                     | Les chevaliers blancs | Nominado  |
| 2016 | Festival Internacional de Cine de Hong Kong  | Premio SIGNIS                       | Les chevaliers blancs | Nominado  |
| 2016 | Festival de Cine de Jerusalén                | Mejor película                      | Les chevaliers blancs | Nominado  |
| 2016 | Festival de Cine de Filadelfia               | Gran Premio del Jurado              | L'économie du couple  | Ganador   |
| 2016 | Festival de San Sebastián                    | Premio del Público de San Sebastián | L'économie du couple  | Nominado  |
| 2016 | Asociación Belga de Críticos de Cine         | Premio André Cavens                 | L'économie du couple  | Ganador   |
| 2017 | Festival Internacional de Cine RiverRun      | Premio del Jurado                   | L'économie du couple  | Ganador   |
| 2017 | Premios Magritte                             | Mejor guion                         | L'économie du couple  | Nominado  |
| 2017 | Premios Magritte                             | Mejor dirección                     | L'économie du couple  | Nominado  |
| 2017 | Premios Magritte                             | Mejor película                      | L'économie du couple  | Nominado  |
| 2018 | Festival de Venecia                          | Premio Fedeora a la mejor película  | Continuer             | Nominado  |
| 2021 | Festival de Cannes                           | Palma de Oro                        | Les intranquilles     | Nominado  |
| 2022 | Premios Lumières                             | Mejor cooperación internacional     | Les intranquilles     | Nominado  |
| 2022 | Premios Magritte                             | Mejor dirección                     | Les intranquilles     | Nominado  |
| 2022 | Premios Magritte                             | Mejor película                      | Les intranquilles     | Nominado  |
| 2023 | Festival de San Sebastián                    | Concha de Oro a la mejor película   | Un silence            | Nominado  |
| 2023 | Festival de Cine de Roma                     | Mejor película                      | Un silence            | Nominado  |
| 2023 | Festival de Cine de Roma                     | Mejor director                      | Un silence            | Ganador   |